# ロバート・クレメンツ (初代リートリム伯爵)

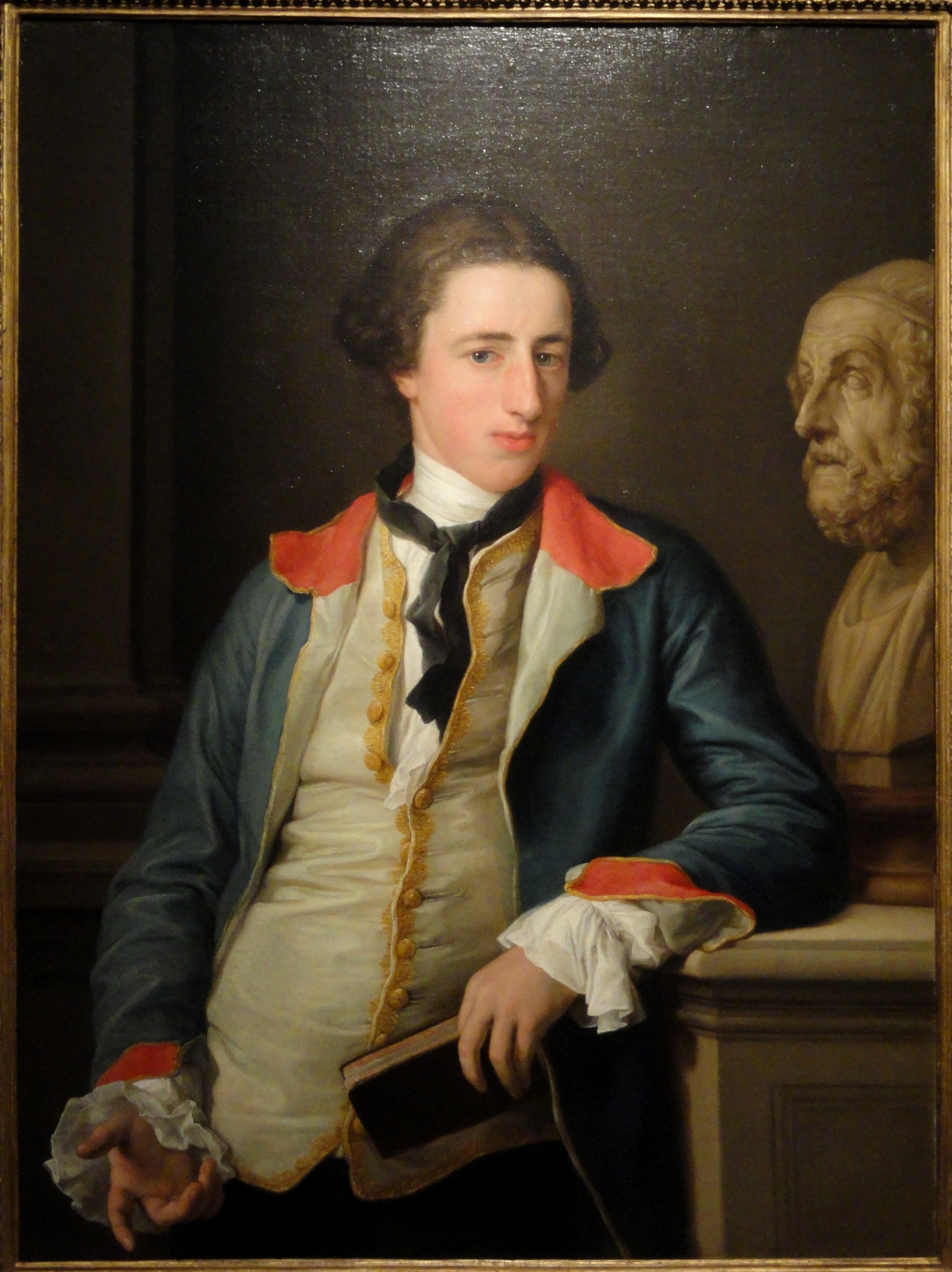
ポンペオ・バトーニによる肖像画、1753年/1754年頃。

初代リートリム伯爵ロバート・クレメンツ（英語: Robert Clements, 1st Earl of Leitrim PC (Ire)、1732年11月25日 – 1804年7月27日）は、アイルランド王国出身の政治家、貴族。

## 生涯
ナサニエル・クレメンツとハンナ・ゴア（Hannah Gore、ウィリアム・ゴアの娘）の息子として、1732年11月25日に生まれ、12月18日に洗礼を受けた。
1758年から1804年までダブリン港の税関監査役（Controller of the Great and Small Customs, Port of Dublin）を務め、1772年から1773年まではアイルランド歳入長官（Commissioner of the Revenue）も務めた。また、1759年にリートリム県長官を、1777年7月21日から1804年に死去するまでドニゴール首席治安判事を務め、1777年11月22日にリートリム県総督に、1781年4月19日にドニゴール県総督に任命された。
1765年から1768年までドニゴール・カウンティ選挙区の、1768年から1776年までキャリック選挙区の代表としてアイルランド庶民院議員を務めた後、1776年の総選挙でドニゴール・カウンティ選挙区とキャリック選挙区の両方で当選、前者の代表として1783年まで議員を務めた。1783年10月11日にアイルランド貴族であるリートリム県におけるマナー・ハミルトンのリートリム男爵に叙され、16日にリートリム男爵としてアイルランド貴族院議員に就任した。
叙爵から1年も満たない1784年6月19日には陞爵を申請したが、アイルランド担当大臣トマス・オードは首相小ピットとの会合で反対を明言すると述べ、結局1784年内の陞爵は行われなかった。その後、1793年12月20日に同じくアイルランド貴族であるリートリム子爵に叙され、1794年1月21日にリートリム子爵としてアイルランド貴族院議員に就任した。さらに1795年10月6日に同じくアイルランド貴族であるリートリム伯爵に叙され、1796年1月21日にリートリム伯爵としてアイルランド貴族院議員に就任した。そして、1801年にアイルランド王国とグレートブリテン王国が合同してグレートブリテン及びアイルランド連合王国が成立すると、アイルランド貴族代表議員がはじめて選出され、リートリム伯爵は貴族代表議員28名のうちの1名に当選した。1802年4月22日、アイルランド枢密院の枢密顧問官に任命された。
1804年7月27日にグロヴナー・スクエアで死去、ダブリンの聖マイカン教会に埋葬された。息子ナサニエルが爵位を継承した。

## 家族
1765年5月30日、ダブリンでエリザベス・スケッフィントン（Elizabeth Skeffington、1738年頃 – 1817年5月29日、初代マッセリーン伯爵クロットワーシー・スケッフィントンの娘）と結婚、2男3女をもうけた。
- ナサニエル（1768年 – 1854年） - 第2代リートリム伯爵
- ロバート・クロットワーシー（1828年7月没）
- エリザベス（1859年12月29日没）
- ルイーザ（1836年5月2日没）
- キャロライン・エリザベス・レティシア（1781年頃 – 1805年8月9日） - 1802年5月27日、第2代シドニー子爵ジョン・タウンゼンド（英語版）と結婚、子供あり